# زهد
الزهد والتنسك أو التقشف هو مذهب أخلاقي يقوم على تحقير اللذة الحسية وممارسة الرياضات الروحية ابتغاء الكمال. عرف الزهد مذهبًا في العديد من الديانات بما فيها الهندوسية والبوذية والمسيحية والجاينية واليهودية والإسلام.

## اقرأ أيضاً
- الزهد في الإسلام